# Bahnhof Nyon
Der Bahnhof Nyon ist der Bahnhof der Ortschaft Nyon im Kanton Waadt in der Schweiz. Er liegt an der Bahnstrecke Lausanne–Genf und ist Ausgangspunkt der Meterspurbahn nach St-Cergue (NStCM) und bis 1962 der Bahnlinie nach Crassier–Divonne.

## Gleisanlage

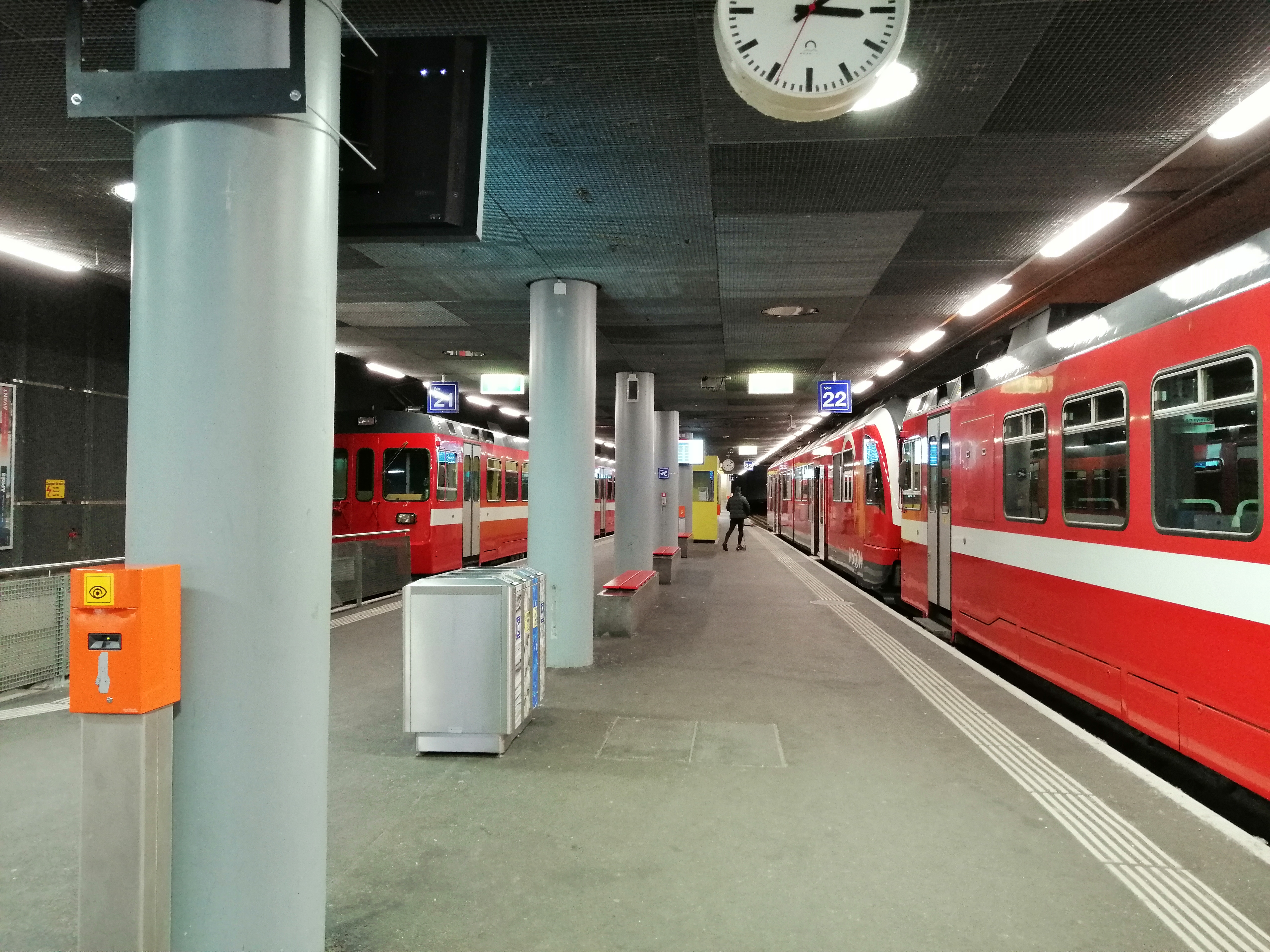
Unterirdischer Teil des Bahnhofs der Meterspurstrecke nach Saint-Cergue

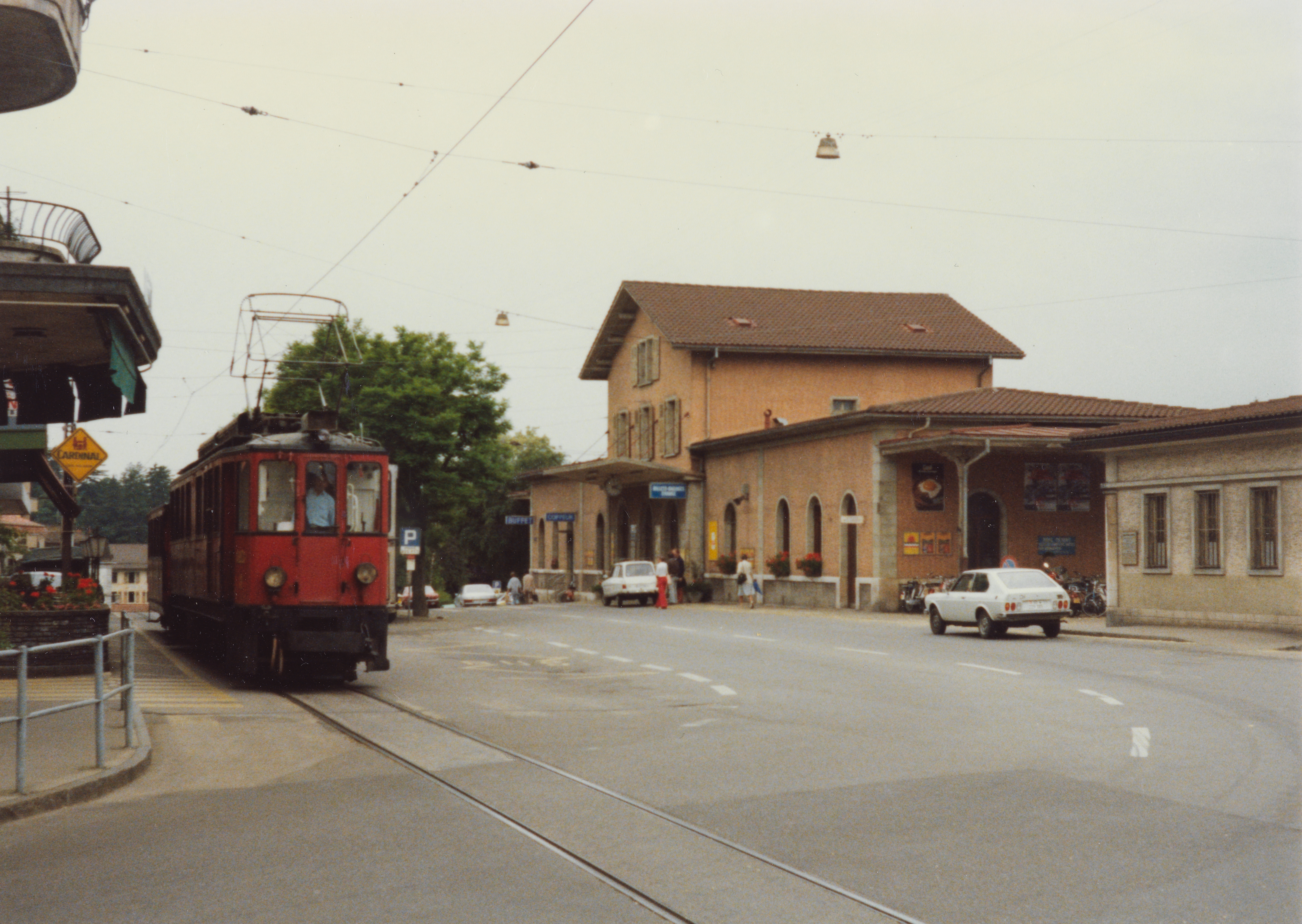
Bis 2004 endete die Strecke der Chemin de fer Nyon–St-Cergue–Morez (NStCM) auf dem Bahnhofplatz. Foto 1978.

Der Bahnhof Nyon besteht aus zwei Teilen: Der oberirdische Teil auf 405,7 Meter über Meer wird von den Schweizerischen Bundesbahnen (SBB) in Nordost-Südwest-Richtung mit Normalspur betrieben. Für den unterirdischen, nach Nordwesten führenden Teil auf 401,9 Meereshöhe ist die meterspurige Chemin de fer Nyon–Saint-Cergue–Morez (NStCM) zuständig.
Der SBB-Teil des Bahnhofs verfügt über das Aufnahmegebäude und zwei Perrons mit drei Gleisen. Ein viertes Gleis ist Ausgangspunkt der Abzweigung nach Eysins und dient ausschliesslich dem Güterverkehr. Der unterirdische NStCM-Teil des Bahnhofs verfügt über einen Mittelperron und zwei Endgleise.

## Geschichte

Bahnhof Nyon im Jahr 1974

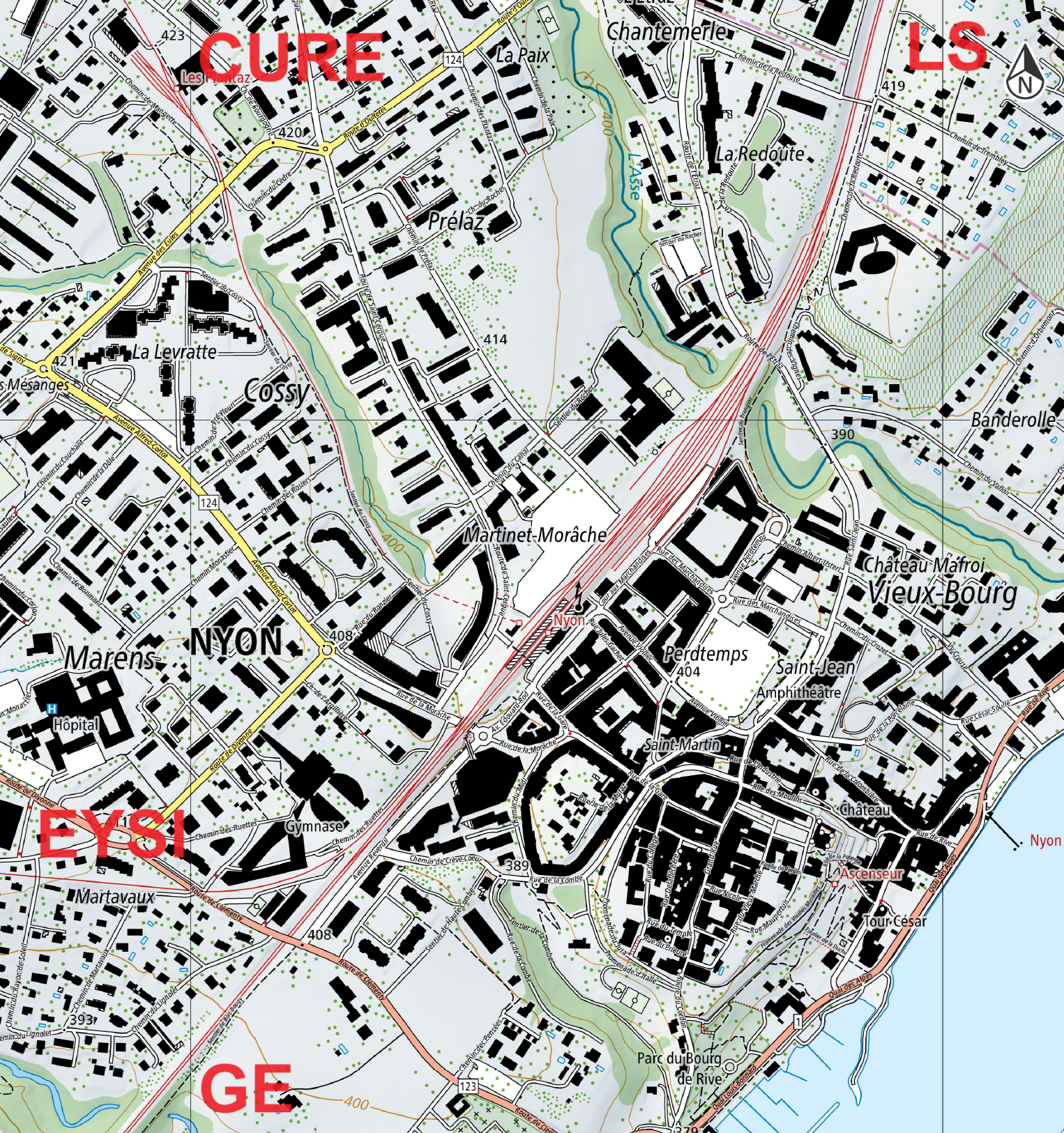
Kartenausschnitt
LS: SBB nach Lausanne
CURE: NStCM nach La Cure
EYSI: SBB nach Eysins
GE: SBB nach Genf

Der Bahnhof wurde am 14. April 1858 in Betrieb genommen, als die Compagnie de l’Ouest-Suisse den Abschnitt Morges–Coppet der Genferseelinie eröffnete. Mit der Verstaatlichung der Jura-Simplon-Bahn kam der Bahnhof 1903 in den Besitz der Schweizerischen Bundesbahnen (SBB). Am 12. Juli 1916 wurde die Strecke Nyon–St-Cergue der Chemin de fer Nyon–Saint-Cergue–Morez (NStCM) eröffnet, die seit Betriebsaufnahme elektrisch verkehrt. Seit dem 1. Februar 1925 betreiben die SBB die Strecke zwischen Lausanne und Genf elektrisch.
Am 1. Mai 1905 nahmen die SBB die Bahnstrecke Nyon–Crassier in Betrieb. 1962 wurde die Strecke stillgelegt, lediglich der Abschnitt Nyon–Eysins wird noch für den Güterverkehr genutzt.
Am 4. Juli 2004 wurde der Ausgangspunkt der Chemin de fer Nyon–St-Cergue–Morez (NStCM) vom Bahnhofplatz in einen unterirdischen Bahnhof verlegt. Dort wurde eine Park-and-Ride-Anlage für 102 Fahrzeuge gebaut.

## Betrieb

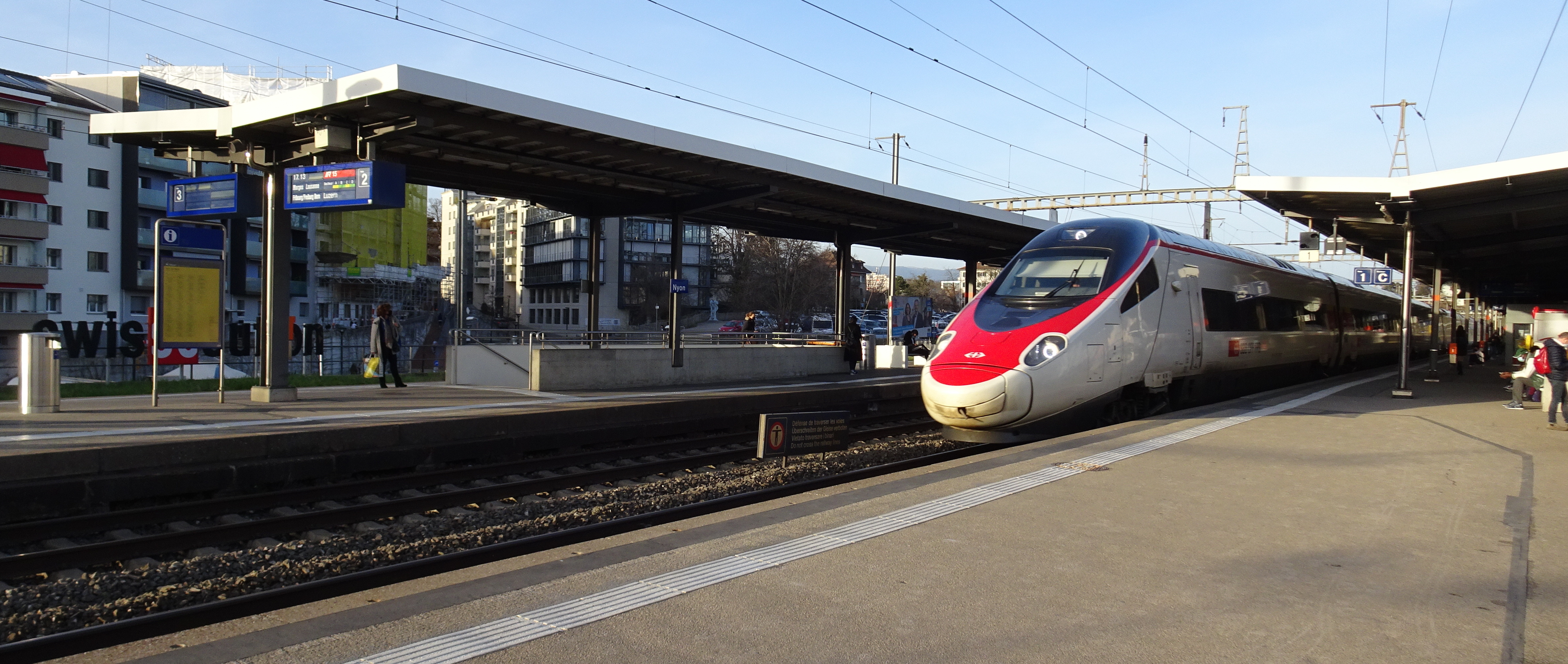
„Astoro“ bei der Fahrt durch den Bahnhof Nyon

Der Bahnhof Nyon wird von den folgenden Zügen des Personenverkehrs bedient:

### Fernverkehr
- 15 Genève-Aéroport – Lausanne – Bern – Luzern
- 57 Genève-Aéroport - Neuchâtel
- 95 Genève-Aéroport – Lausanne – Brig

### S-Bahn- und Regional-Verkehr
- RE Annemasse/Genève-Aéroport – Genève – Lausanne –  Vevey (– Saint-Maurice)  (RegioExpress)
- R55 Nyon – St-Cergue – La Cure (NStCM)

### Busverkehr
Der Bahnhof wird von drei städtischen Buslinien angefahren. Fünf regionale Buslinien verbinden den Bahnhof Nyon mit der Umgebung:
- 810  Nyon – Crassier – La Rippe (Transports publics de la région nyonnaise, TPN)
- 811 Coppet – Nyon – Gland (TPN)
- 815 Nyon – Gingins (TPN)
- 818 Nyon – Divonne-les-Bains – Gex (TPN)
- 820 Nyon – Begnins – St-George (Postauto)